# Републички секретаријат за вјере
Републички секретаријат за вјере је републичка управна организација у оквиру Министарства просвјете и културе Републике Српске. Републички секретаријат за вјере је основано 2002. године када је у складу са Законом о министарствима из исте године престало да постоји Министарство вјера, такође као републичка управна организација унутар истог министарства.
Републичким секретаријатом за вјере управља директор, а тренутни директор је Драган Давидовић.

## Историјат
У првој влади Републике Српске, министарство надлежно за питање координације између Републике Српске и цркава и вјерских заједница је било Министарство образовања, науке, културе и вјера, да би на састанку 12. августа 1992. године у Бањалуци руководства Републике Српске и Епископског савјета Српске православне цркве у БиХ било договорено да се оснује посебно Министарство вјера, а за министра да се бира нестраначка личност уз консултацију са Светим архијерејским синодом. Изменама Закона о министарствима 1992. године је основано Министарство вјера, а почело је са радом избором нове владе 20. јануара 1993. године. Први министар вјера је био Драган Давидовић.
Законом о министарствима из 2002. године је престало да постоји Министарство вјера, а основан Републички секретаријат за вјере у саставу Министарства просвјете и културе. Овом трансформацијом није се променила делатност и  деловања на пољу координације односа извршне власти Републике Српске и цркава и верских заједница у Републици Српској.

## Надлежности
Надлежности Републичког секретаријата за вјере по Закону о републичкој управи је да обавља стручне и друге послове, који се односе на:
- остваривање односа и сарадње са Српском православном црквом, Римокатоличком црквом, Исламском верском заједницом, јеврејским општинама и другим вјерским заедницама и њихов правни положај у друштву
- сарадњу са црквама и верским заједницама на обнови и изградњи верских објеката
- решавање имовинско-правних односа
- очување културне и историјске баштине
- радно-правне односе и остваривања права свештених лица и верских службеника из области пензијског и инвалидског и здравственог осигурања
- друге послове у складу са законом